# Flying Junior
Nell'ambito degli sport nautici, il Flying Junior (abbreviato in FJ) è una imbarcazione a vela progettata tra il 1954 ed il 1955 dall'architetto olandese Uilke (spesso chiamato erroneamente Ulike) van Essen. La funzione originale di questa imbarcazione a deriva era di costituire mezzo propedeutico all'uso del Flying Dutchman (gli atleti dell'epoca passavano per il FJ per approdare al FD percorrendo una preparazione graduale), per questo motivo, il Flying Junior è stato palestra formativa per tantissimi velisti di successo e derivisti di pari capacità.

## Descrizione
L'imbarcazione fa parte delle Classi internazionali annoverate dalla Federazione internazionale della Vela (ISAF). Completamente rivisitata nelle ultime edizioni dei regolamenti di classe, il Flying Junior ha acquisito notevole tecnica e altrettanta manovrabilità in ogni condizione di vento.
Sono stati aggiunti il trapezio (a cui può agganciarsi il prodiere per sbalzare fuori dalla barca il proprio peso), lo spinnaker e i loro componenti e manovre. La randa è stata rivista nella forma e nella dimensione; i materiali consentiti per lo scafo annoverano oltre alla classica vetroresina anche il carbonio in fibre.
La forma della carena è del tipo planante, per cui, a partire da una certa velocità, (oltre la velocità critica) si sviluppa sul fondo un'azione idrodinamica, la cui componente verticale assume valore tale da eguagliare il peso dell'imbarcazione che così plana sull'acqua, riducendo l'attrito e aumentando considerevolmente la velocità.
Questo tipo di imbarcazione ha avuto una lieve crisi tra la metà degli anni ottanta e la fine dei novanta, ma a partire dal decennio successivo vi è stata una riscoperta per via delle doti formative e per la capacità di far divertire persone di quasi ogni età. Infatti il FJ non ha limiti effettivi di età nel suo uso, l'unico ostacolo è il peso che non consente ai giovanissimi (fino ai 10-12 anni) un ottimale governo dell'imbarcazione.

## Equipaggio
Imbarcazione di dimensioni ridotte, dall'apparenza mite, risulta nervosa in navigazione e particolarmente sensibile agli sbalzi di vento. 
L'equipaggio comprende un timoniere e un prodiere, il cui peso complessivo ideale è tra i 100 ed i 120 kg. 
È comunque molto tollerante al peso, grazie alla sua forma che presenta importanti volumi nella parte anteriore ed una poppa filante che le permette di planare.
La possibilità di modificare tutte le manovre del pozzetto, ed eventualmente aggiungerne altre, completa la capacità di questa deriva di adattarsi a velisti di ogni capacità e peso.
- Il timoniere governa la randa e il timone;
- Il prodiere governa fiocco e spinnaker, oltre ad aiutare il timoniere nel bilanciare la barca spostando il proprio peso a seconda dei casi.

## Velatura
Il piano velico comprende una randa steccata (la cui forma è stata recentemente aggiornata e rivisitata) e un fiocco; tutt'oggi è consentito dai regolamenti FIV, uno spinnaker.